# Raymond Coly
Pour les articles homonymes, voir Coly.
Raymond Coly, né Pierre Jules Raymond André Coly à Châteauroux le 20 mars 1880 et mort à Cahors (Lot) le 28 février 1970, est un poète français.

## Biographie
Il vient jeune  à Cahors, où il fait ses études au lycée Gambetta et où il vit jusque vers la fin des  années 1960, dans sa villa Marie-Henry, perchée sur les hauteurs du Mont Saint-Cirq dans les faubourgs sud. Il se considérait comme un Quercynois de souche.
Il fonde en juin 1942 et déclaré en 1943 la Société des poètes du Quercy et la revue Aluta, dont le nom serait celui de la rivière Lot dans l'Antiquité. Il la dirige avec Jean Moulinier, né en 1912.
Présenté comme un original, rédacteur à la préfecture du Lot, « il a tellement pris l’habitude de penser et d’écrire en vers qu’il lui est à peu près impossible de s’exprimer en prose » de sorte qu’il « rime à longueur de journée, sur les thèmes les plus divers » au point même que « toute sa correspondance est en rime », écrit Jean Pollet.
Il était président de l'Association des étudiants du Lot et avait créé un Prix Raymond Coly consacré à des travaux ou à des connaissances en matière d'astronomie qui était attribué à des élèves de terminale du Lycée Gambetta. 

## Principales publications
- Ondes cérébrales. Ondes tactiles, 1931
- Chants du Quercy. Rayons du prisme. II. Vermanty, vin du Lot, 1933
- Lycéennes, 1953
- Sous les deux ciels, 1955
- Préfecture, 1956
- Aux champs du Lot, 1957
- Fleur d'Espagne, 1961
- Autour du Capitole, 1965
- Hiver 1965, 1965
- Rythmes d'autan, 1961
- Jeunes filles, 1969
- Sous le ciel de Divone, 1969

### Aluta
La revue Aluta a publié au fil des années, à partir de 1944, des textes de Sylvia Déone, Jehanne Grandjean, Ernest Contou, Renée de Veyrières du Laurens, Pierre Derresto, Angèle Rible, Raymond Coly, Jean Moulinier, Marcel Gaboriaud, Angèle Sembel, Marcel Farges, Gabrièle Ayral, Gaby Véziat, Josée Delpech, Alain Girard, Maurice Rostand, André Bouchier, Armand Lagaspie, Idel Dupuy, Henri Lemozie;, Roger Pécheyrand, Olivier de Magny, Jean Vanel, Marguerite Deville, Chanoine  Eugène Sol, Josée Delpech.

## Pour approfondir